# 로버트 포겔
로버트 윌리엄 포겔(Robert William Fogel, 1926년 7월 1일~2013년 6월 11일)은 미국의 경제사가였다. 그는 역사에서 양적 방법의 사용이라는 계량경제사의 지지자로 가장 잘 알려져 있다.

## 생애
포겔은 뉴욕시에서 태어났다. 그는 1944년 슈투이베산트 고등학교를 졸업했다. 경제학과 부전공으로 역사학을 전공한 코넬대에서 교육을 받았다. 1948년 졸업 후 그는 공산당의 전문 조직원이 되었다. 8년 동안 전문 조직원으로 일한 후, 그는 비과학적이라고 공산주의를 거부하고 컬럼비아 대학에 다녔다. 그는 조지 스티글러 밑에서 공부했고 1960년에 경제학 석사 학위를 받았다. 그는 1963년 존스 홉킨스 대학에서 박사학위를 받았다.
그는 1960년에 로체스터 대학의 조교수로 연구 활동을 시작했다. 1964년에 그는 시카고 대학교로 부교수로 옮겼다. 1968년부터 1975년까지 그는 로체스터의 방문 교수였다. 1975년에 그는 하버드 대학교로 떠났고, 1978년부터 그는 메사추세츠 캠브리지의 국립 경제 연구국 산하 연구원으로 일했다. 1981년에 그는 시카고 대학교로 돌아왔고, 그곳에서 그는 부스 경영대학원에 새로이 만들어진 인구경제센터를 지휘했다.
포겔은 경제사뿐 아니라 인구통계학, 생리학, 가정의 사회학, 영양학, 중국의 경제발전, 과학철학, 기타 관련 분야 등 자신의 경력에서 수많은 분야를 연구하였다. 그는 18세기에서 20세기까지의 급격한 사망률 하락과 같은 중요한 역사적 현상을 설명하려는 시도에 이처럼 다양한 분야의 통찰력을 통합했다.
포겔은 1949년 아프리카계 미국인 여성인 에니드 카산드라 모간과 결혼해 두 아이를 낳았다. 이 커플은 당시 인종간 결혼을 반대하는 반인종적 정서와 반인종적 정서로 인해 심각한 어려움에 직면했다.
그는 2013년 6월 11일 일리노이주 오크 로인에서 사망했다.

## 연구
포겔이 계량경제사에서의 주요 연구로 철도와 미국 경제 성장의 관계에 관한 것이 있다. 포겔은 철도의 시작이 미국 경제에 필수적인 것이 아니라는 것을 보여주려 했다. 포겔은 농산물 수송을 조사하면서 1890년 경제를 운송 인프라가 포장마차, 운하, 천연 수로 등으로 제한되는 가상의 1890년 경제와 비교했다. 포겔은 철도의 부재로 인해 특히 중서부 지역의 농가에서 1차 시장으로 운송비가 크게 증가했을 것이며 농업 생산의 지리적 위치를 변경하게 될 것이라고 지적했다. 이러한 고려에도 불구하고, 전체적인 운송비 증가, 즉 철도에 기인하는 "사회적 절약"은 1890 GNP의 약 2.7%에 지나지 않았다. 보다 광범위한 운하 시스템이나 도로 개선과 같은 대체 기술의 잠재력은, 철도의 중요성을 한층 더 떨어뜨렸을 것이다. 경제발전에 철도가 필수불가결한 것은 아니라는 결론이 나오게 되었으며, 논란의 여지가 많았다.
포겔의 가장 유명하고 논란이 많은 작품은 미국 노예제도에 대한 것으로, 노예제도는 이익을 극대화하기 위해 농장 생산을 조직했기 때문에 노예 소유자들에게 이익이 된다고 주장했다. 규모의 경제 때문에, 그들은 남부 노예 농장이 북부 농장에 비해 노동 단위당 생산성이 더 높다고 주장했다. 이것이 시사하는 바는 미국 남부의 노예제도가 (고대 로마와 같은 일부 역사적 사례에서 그랬던 것처럼) 빠르게 사라지지 않았다는 것이다. 왜냐하면 노예제도는 착취적인 성격에도 불구하고 노예주들에게 엄청난 이윤과 생산성이 있었기 때문이라고 주장했다. 이것은 이전의 남부 역사학자들의 주장을 반박하였다.